# Ermir Lenjani
Ermir Limon Lenjani (Priština, 5 agosto 1989) è un calciatore svizzero con cittadinanza albanese, difensore o centrocampista dello Sciaffusa.

## Biografia
Nato in una famiglia di etnia albanese a Priština nell'allora provincia autonoma jugoslava del Kosovo, è cresciuto in Svizzera, Paese del quale è cittadino.

## Caratteristiche tecniche
Può giocare sia da terzino sinistro, che da esterno di centrocampo. In nazionale gioca addirittura da esterno d'attacco. È dotato di grande velocità e di un tiro discreto.

## Carriera

### Club

#### Gli inizi col Winterthur
Ha iniziato a giocare nelle giovanile del Winterthur e successivamente con la seconda squadra, con la quale ha collezionato 43 presenze, segnando anche 10 gol. Nel 2009 debutta in prima squadra e nella Challenge League svizzera, la Serie B svizzera, dove riesce a segnare anche alcuni gol. La stagione successiva la 2009-2010, gioca da titolare e viste le sue buone prestazioni, attira su di sé le attenzioni di alcune squadre della Super League svizzera.

#### Il prestito al Grasshoppers
Il 1º luglio 2010 passa in prestito al Grasshoppers, squadra militante nella Super League. Qui non trova molto spazio però, giocando solo in 6 occasioni in campionato ed una partita in Coppa Svizzera, dove segna anche una doppietta. A fine stagione terminato il prestito fa ritorno al Winterthur.

#### Ritorno al Winterthur e il San Gallo
Una volta ritornato al Winterthur si riprende il posto da titolare e vi rimane altre tre stagioni. fino al gennaio del 2013, quando viene acquistato dal San Gallo per 100.000 euro. Nella stagione 2013-2014 riesce anche a fare il suo debutto nelle competizioni europee, debuttando in Europa League.

#### Rennes ed il prestito al Nantes
Il 6 gennaio 2015 viene ufficializzato il suo acquisto per 750.000 euro da parte della squadra francese del Rennes, con la quale firma un contratto triennale con scadenza il 30 giugno 2017. Sceglie di indossare la maglia numero 19.
Il 18 agosto 2015 viene ceduto in prestito fino al termine della stagione al Nantes.

#### Sion
Il 26 luglio 2017 viene acquistato a titolo definitivo dalla squadra svizzera del Sion, con cui firma un contratto triennale con scadenza il 30 giugno 2020, facendo così ritorno in Svizzera.

### Nazionale
Il 14 agosto 2013 riceve la sua prima convocazione in nazionale, per la partita amichevole, vinta poi per 2-0, giocata a Tirana contro l'Armenia, senza scendere in campo. Esordisce il 15 novembre 2013 successivo nell'amichevole tra Albania-Bielorussia terminata col risultato di 0-0.
L'11 ottobre 2014 segna il suo primo col con l'Albania contro la Danimarca, partita valida per le qualificazioni agli Europei del 2016, conclusasi sul risultato di 1 a 1.
Viene convocato per gli Europei 2016 in Francia.

## Statistiche

### Presenze e reti nei club
Statistiche aggiornate al 4 novembre 2022.
| Stagione             | Squadra              | Campionato           | Campionato | Campionato | Coppe nazionali | Coppe nazionali | Coppe nazionali | Coppe continentali | Coppe continentali | Coppe continentali | Altre coppe | Altre coppe | Altre coppe | Totale | Totale |
| Stagione             | Squadra              | Comp                 | Pres       | Reti       | Comp            | Pres            | Reti            | Comp               | Pres               | Reti               | Comp        | Pres        | Reti        | Pres   | Reti   |
| -------------------- | -------------------- | -------------------- | ---------- | ---------- | --------------- | --------------- | --------------- | ------------------ | ------------------ | ------------------ | ----------- | ----------- | ----------- | ------ | ------ |
| 2006-2007            | Winterthur II        | 1L                   | 4          | 0          | -               | -               | -               | -                  | -                  | -                  | -           | -           | -           | 4      | 0      |
| 2007-2008            | Winterthur II        | 1L                   | 20         | 6          | -               | -               | -               | -                  | -                  | -                  | -           | -           | -           | 20     | 6      |
| 2008-gen. 2009       | Winterthur II        | 1L                   | 19         | 4          | -               | -               | -               | -                  | -                  | -                  | -           | -           | -           | 19     | 4      |
| Totale Winterthur II | Totale Winterthur II | Totale Winterthur II | 43         | 10         |                 | -               | -               |                    | -                  | -                  |             | -           | -           | 43     | 10     |
| gen.-giu. 2009       | Winterthur           | CL                   | 12         | 3          | CS              | 0               | 0               | -                  | -                  | -                  | -           | -           | -           | 12     | 3      |
| 2009-2010            | Winterthur           | CL                   | 29         | 6          | CS              | 3               | 1               | -                  | -                  | -                  | -           | -           | -           | 32     | 7      |
| ago.-nov. 2010       | Grasshoppers II      | 1L                   | 5          | 2          | -               | -               | -               | -                  | -                  | -                  | -           | -           | -           | 5      | 2      |
| nov. 2010-gen. 2011  | Grasshoppers         | SL                   | 6          | 0          | CS              | 1               | 2               | -                  | -                  | -                  | -           | -           | -           | 7      | 2      |
| gen.-giu. 2011       | Winterthur           | CL                   | 14         | 4          | CS              | 0               | 0               | -                  | -                  | -                  | -           | -           | -           | 14     | 4      |
| 2011-2012            | Winterthur           | CL                   | 25         | 2          | CS              | 5               | 0               | -                  | -                  | -                  | -           | -           | -           | 30     | 2      |
| 2012-gen. 2013       | Winterthur           | CL                   | 16         | 2          | CS              | 2               | 0               | -                  | -                  | -                  | -           | -           | -           | 18     | 2      |
| Totale Winterthur    | Totale Winterthur    | Totale Winterthur    | 96         | 17         |                 | 10              | 1               |                    | -                  | -                  |             | -           | -           | 106    | 18     |
| gen.-giu. 2013       | San Gallo            | SL                   | 7          | 0          | CS              | 0               | 0               | -                  | -                  | -                  | -           | -           | -           | 7      | 0      |
| 2013-2014            | San Gallo            | SL                   | 29         | 2          | CS              | 4               | 2               | UEL                | 8                  | 0                  | -           | -           | -           | 41     | 4      |
| 2014-gen. 2015       | San Gallo            | SL                   | 12         | 0          | CS              | 2               | 0               | -                  | -                  | -                  | -           | -           | -           | 14     | 0      |
| Totale San Gallo     | Totale San Gallo     | Totale San Gallo     | 48         | 2          |                 | 6               | 2               |                    | 8                  | 0                  |             | -           | -           | 62     | 4      |
| gen.-giu. 2015       | Rennes               | L1                   | 3          | 0          | CF+CdL          | 1+1             | 0               | -                  | -                  | -                  | -           | -           | -           | 5      | 0      |
| ago. 2015            | Rennes               | L1                   | 1          | 0          | CF+CdL          | 0+0             | 0               | -                  | -                  | -                  | -           | -           | -           | 1      | 0      |
| 2015-2016            | Nantes               | L1                   | 20         | 1          | CF+CdL          | 2+1             | 0               | -                  | -                  | -                  | -           | -           | -           | 23     | 1      |
| 2016-2017            | Rennes               | L1                   | 2          | 0          | CF+CdL          | 0+1             | 0               | -                  | -                  | -                  | -           | -           | -           | 3      | 0      |
| Totale Rennes        | Totale Rennes        | Totale Rennes        | 6          | 0          |                 | 3               | 0               |                    | -                  | -                  |             | -           | -           | 9      | 0      |
| 2017-2018            | Sion                 | SL                   | 29         | 2          | CS              | 2               | 1               | UEL                | -                  | -                  | -           | -           | -           | 31     | 3      |
| 2018-2019            | Sion                 | SL                   | 25         | 6          | CS              | 3               | 0               | -                  | -                  | -                  | -           | -           | -           | 28     | 6      |
| 2019-2020            | Sion                 | SL                   | 32         | 6          | CS              | 4               | 0               | -                  | -                  | -                  | -           | -           | -           | 36     | 6      |
| Totale Sion          | Totale Sion          | Totale Sion          | 86         | 14         |                 | 9               | 1               |                    | -                  | -                  |             | -           | -           | 95     | 15     |
| 2020-2021            | Grasshoppers         | CL                   | 32         | 1          | CS              | 0               | 0               | -                  | -                  | -                  | -           | -           | -           | 32     | 1      |
| 2021-2022            | Grasshoppers         | SL                   | 29         | 0          | CS              | 1               | 0               | -                  | -                  | -                  | -           | -           | -           | 30     | 0      |
| Totale Grasshoppers  | Totale Grasshoppers  | Totale Grasshoppers  | 67         | 1          |                 | 2               | 2               |                    | -                  | -                  |             | -           | -           | 69     | 3      |
| 2022-2023            | Ümraniyespor         | SL                   | 11         | 0          | CT              | 0               | 0               | -                  | -                  | -                  | -           | -           | -           | 11     | 0      |
| Totale carriera      | Totale carriera      | Totale carriera      | 382        | 47         |                 | 33              | 6               |                    | 8                  | 0                  |             | -           | -           | 423    | 53     |

### Cronologia presenze e reti in nazionale
| Cronologia completa delle presenze e delle reti in nazionale ― Albania | Cronologia completa delle presenze e delle reti in nazionale ― Albania | Cronologia completa delle presenze e delle reti in nazionale ― Albania | Cronologia completa delle presenze e delle reti in nazionale ― Albania | Cronologia completa delle presenze e delle reti in nazionale ― Albania | Cronologia completa delle presenze e delle reti in nazionale ― Albania | Cronologia completa delle presenze e delle reti in nazionale ― Albania | Cronologia completa delle presenze e delle reti in nazionale ― Albania |
| Data                                                                   | Città                                                                  | In casa                                                                | Risultato                                                              | Ospiti                                                                 | Competizione                                                           | Reti                                                                   | Note                                                                   |
| ---------------------------------------------------------------------- | ---------------------------------------------------------------------- | ---------------------------------------------------------------------- | ---------------------------------------------------------------------- | ---------------------------------------------------------------------- | ---------------------------------------------------------------------- | ---------------------------------------------------------------------- | ---------------------------------------------------------------------- |
| 15-11-2013                                                             | Adalia                                                                 | Albania                                                                | 0 – 0                                                                  | Bielorussia                                                            | Amichevole                                                             | -                                                                      | 81’                                                                    |
| 31-5-2014                                                              | Yverdon                                                                | Albania                                                                | 0 – 1                                                                  | Romania                                                                | Amichevole                                                             | -                                                                      | 46’                                                                    |
| 4-6-2014                                                               | Budapest                                                               | Ungheria                                                               | 1 – 0                                                                  | Albania                                                                | Amichevole                                                             | -                                                                      |                                                                        |
| 7-9-2014                                                               | Aveiro                                                                 | Portogallo                                                             | 0 – 1                                                                  | Albania                                                                | Qual. Euro 2016                                                        | -                                                                      | 75’                                                                    |
| 11-10-2014                                                             | Elbasan                                                                | Albania                                                                | 1 – 1                                                                  | Danimarca                                                              | Qual. Euro 2016                                                        | 1                                                                      |                                                                        |
| 14-10-2014                                                             | Belgrado                                                               | Serbia                                                                 | 0 – 3 tav                                                              | Albania                                                                | Qual. Euro 2016                                                        | -                                                                      |                                                                        |
| 14-11-2014                                                             | Rennes                                                                 | Francia                                                                | 1 – 1                                                                  | Albania                                                                | Amichevole                                                             | -                                                                      | 76’                                                                    |
| 18-11-2014                                                             | Genova                                                                 | Italia                                                                 | 1 – 0                                                                  | Albania                                                                | Amichevole                                                             | -                                                                      | 86’                                                                    |
| 29-3-2015                                                              | Elbasan                                                                | Albania                                                                | 2 – 1                                                                  | Armenia                                                                | Qual. Euro 2016                                                        | -                                                                      | 46’                                                                    |
| 13-6-2015                                                              | Elbasan                                                                | Albania                                                                | 1 – 0                                                                  | Francia                                                                | Amichevole                                                             | -                                                                      | 56’                                                                    |
| 4-9-2015                                                               | Copenaghen                                                             | Danimarca                                                              | 0 – 0                                                                  | Albania                                                                | Qual. Euro 2016                                                        | -                                                                      | 64’                                                                    |
| 7-9-2015                                                               | Elbasan                                                                | Albania                                                                | 0 – 1                                                                  | Portogallo                                                             | Qual. Euro 2016                                                        | -                                                                      |                                                                        |
| 8-10-2015                                                              | Elbasan                                                                | Albania                                                                | 0 – 2                                                                  | Serbia                                                                 | Qual. Euro 2016                                                        | -                                                                      | 83’                                                                    |
| 13-11-2015                                                             | Pristina                                                               | Kosovo                                                                 | 2 – 2                                                                  | Albania                                                                | Amichevole                                                             | -                                                                      | 77’                                                                    |
| 16-11-2015                                                             | Tirana                                                                 | Albania                                                                | 2 – 2                                                                  | Georgia                                                                | Amichevole                                                             | -                                                                      | 57’                                                                    |
| 26-3-2016                                                              | Vienna                                                                 | Austria                                                                | 2 – 1                                                                  | Albania                                                                | Amichevole                                                             | 1                                                                      | 79’                                                                    |
| 29-3-2016                                                              | Lussemburgo                                                            | Lussemburgo                                                            | 0 – 2                                                                  | Albania                                                                | Amichevole                                                             | -                                                                      | 59’                                                                    |
| 29-5-2016                                                              | Hartberg                                                               | Albania                                                                | 3 – 1                                                                  | Qatar                                                                  | Amichevole                                                             | 1                                                                      | 46’                                                                    |
| 3-6-2016                                                               | Bergamo                                                                | Albania                                                                | 1 – 3                                                                  | Ucraina                                                                | Amichevole                                                             | -                                                                      | 67’                                                                    |
| 11-6-2016                                                              | Lens                                                                   | Albania                                                                | 0 – 1                                                                  | Svizzera                                                               | Euro 2016 - 1º turno                                                   | -                                                                      |                                                                        |
| 15-6-2016                                                              | Marsiglia                                                              | Francia                                                                | 2 – 0                                                                  | Albania                                                                | Euro 2016 - 1º turno                                                   | -                                                                      |                                                                        |
| 19-6-2016                                                              | Lione                                                                  | Romania                                                                | 0 – 1                                                                  | Albania                                                                | Euro 2016 - 1º turno                                                   | -                                                                      | 77’                                                                    |
| 31-8-2016                                                              | Scutari                                                                | Albania                                                                | 0 – 0                                                                  | Marocco                                                                | Amichevole                                                             | -                                                                      | 61’                                                                    |
| 9-10-2016                                                              | Scutari                                                                | Albania                                                                | 0 – 2                                                                  | Spagna                                                                 | Qual. Mondiali 2018                                                    | -                                                                      | 46’                                                                    |
| 4-6-2017                                                               | Lussemburgo                                                            | Lussemburgo                                                            | 2 – 1                                                                  | Albania                                                                | Amichevole                                                             | -                                                                      | 62’                                                                    |
| 13-11-2017                                                             | Adalia                                                                 | Turchia                                                                | 2 – 3                                                                  | Albania                                                                | Amichevole                                                             | -                                                                      | 67’                                                                    |
| 3-6-2018                                                               | Évian-les-Bains                                                        | Albania                                                                | 1 – 4                                                                  | Ucraina                                                                | Amichevole                                                             | -                                                                      | 46’                                                                    |
| 10-10-2018                                                             | Elbasan                                                                | Albania                                                                | 0 – 0                                                                  | Giordania                                                              | Amichevole                                                             | -                                                                      | 61’                                                                    |
| 8-6-2019                                                               | Reykjavík                                                              | Islanda                                                                | 1 – 0                                                                  | Albania                                                                | Qual. Euro 2020                                                        | -                                                                      |                                                                        |
| 11-6-2019                                                              | Elbasan                                                                | Albania                                                                | 2 – 0                                                                  | Moldavia                                                               | Qual. Euro 2020                                                        | -                                                                      | 57’                                                                    |
| 10-9-2019                                                              | Elbasan                                                                | Albania                                                                | 4 – 2                                                                  | Islanda                                                                | Qual. Euro 2020                                                        | -                                                                      | 62’                                                                    |
| 11-10-2019                                                             | Istanbul                                                               | Turchia                                                                | 1 – 0                                                                  | Albania                                                                | Qual. Euro 2020                                                        | -                                                                      | 57’                                                                    |
| 17-11-2019                                                             | Tirana                                                                 | Albania                                                                | 0 – 2                                                                  | Francia                                                                | Qual. Euro 2020                                                        | -                                                                      | 46’                                                                    |
| 14-10-2020                                                             | Vilnius                                                                | Lituania                                                               | 0 – 0                                                                  | Albania                                                                | UEFA Nations League 2020-2021 - 1º turno                               | -                                                                      | 46’                                                                    |
| 25-3-2021                                                              | Andorra la Vella                                                       | Andorra                                                                | 0 – 1                                                                  | Albania                                                                | Qual. Mondiali 2022                                                    | 1                                                                      | 81’                                                                    |
| 28-3-2021                                                              | Tirana                                                                 | Albania                                                                | 0 – 2                                                                  | Inghilterra                                                            | Qual. Mondiali 2022                                                    | -                                                                      | 59’                                                                    |
| 31-3-2021                                                              | Serravalle                                                             | San Marino                                                             | 0 – 2                                                                  | Albania                                                                | Qual. Mondiali 2022                                                    | -                                                                      | 88’                                                                    |
| 5-6-2021                                                               | Cardiff                                                                | Galles                                                                 | 0 – 0                                                                  | Albania                                                                | Amichevole                                                             | -                                                                      | 61’                                                                    |
| 8-6-2021                                                               | Praga                                                                  | Rep. Ceca                                                              | 3 – 1                                                                  | Albania                                                                | Amichevole                                                             | -                                                                      | 71’                                                                    |
| 12-10-2021                                                             | Tirana                                                                 | Albania                                                                | 0 – 1                                                                  | Polonia                                                                | Qual. Mondiali 2022                                                    | -                                                                      | 65’                                                                    |
| 15-11-2021                                                             | Tirana                                                                 | Albania                                                                | 1 – 0                                                                  | Andorra                                                                | Qual. Mondiali 2022                                                    | -                                                                      | 90’                                                                    |
| 29-3-2022                                                              | Tirana                                                                 | Albania                                                                | 0 – 0                                                                  | Georgia                                                                | Amichevole                                                             | -                                                                      | 77’                                                                    |
| 27-9-2022                                                              | Tirana                                                                 | Albania                                                                | 1 – 1                                                                  | Islanda                                                                | UEFA Nations League 2022-2023 - 1º turno                               | 1                                                                      | 77’                                                                    |
| 16-11-2022                                                             | Tirana                                                                 | Albania                                                                | 1 – 3                                                                  | Italia                                                                 | Amichevole                                                             | -                                                                      |                                                                        |
| 19-11-2022                                                             | Tirana                                                                 | Albania                                                                | 2 – 0                                                                  | Armenia                                                                | Amichevole                                                             | -                                                                      |                                                                        |
| Totale                                                                 |                                                                        | Presenze (33º posto)                                                   | 45                                                                     |                                                                        | Reti (20º posto)                                                       | 5                                                                      |                                                                        |

## Palmarès
- Challenge League: 1

Grasshoppers: 2020-2021